# Крчки мост
Крчки мост (стари назив: Титов мост) је мост који спаја острво Крк са хрватском обалом.
Мост је пројектовао инж. Илија Стојадиновић, радови на изградњи су започели у јулу 1976, а мост је отворен 19. јула 1980.
Дужина моста са прилазима је 1.430 m. Оно чиме се мост истицао јесте бетонски лук од копна до острва Свети Марко дужине 390 m, чиме је у време изградње постао највећи такав мост на свету. За 85 m лук је надмашио до тада највећи на Сиднејском мосту.
Плаћање мостарине је укинуто 15. јуна 2020. године.

## Занимљивости
- У првих 20 година мост је прешло 27,2 милиона возила.